# Grenzübergang

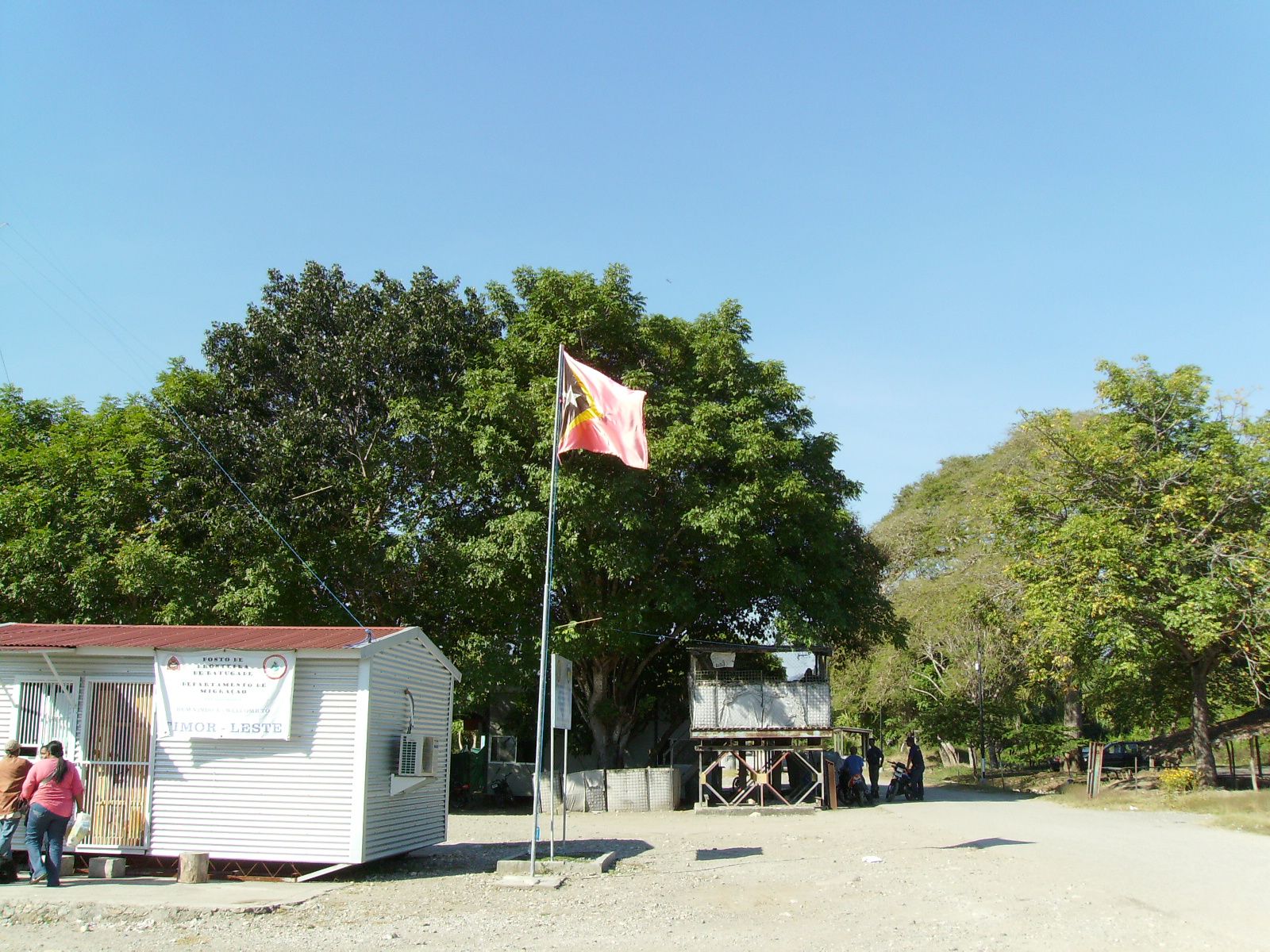
Ein Grenzübergang zwischen Indonesien und Osttimor

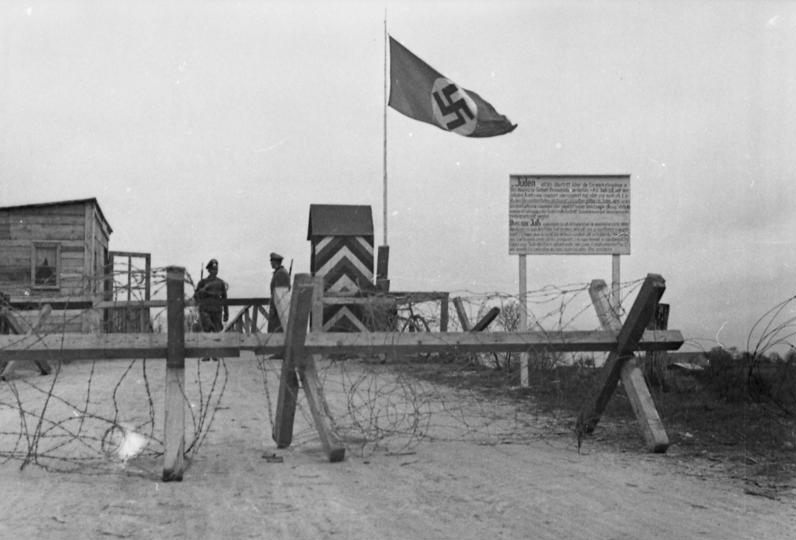
Übergang an der französischen Demarkationslinie 1941

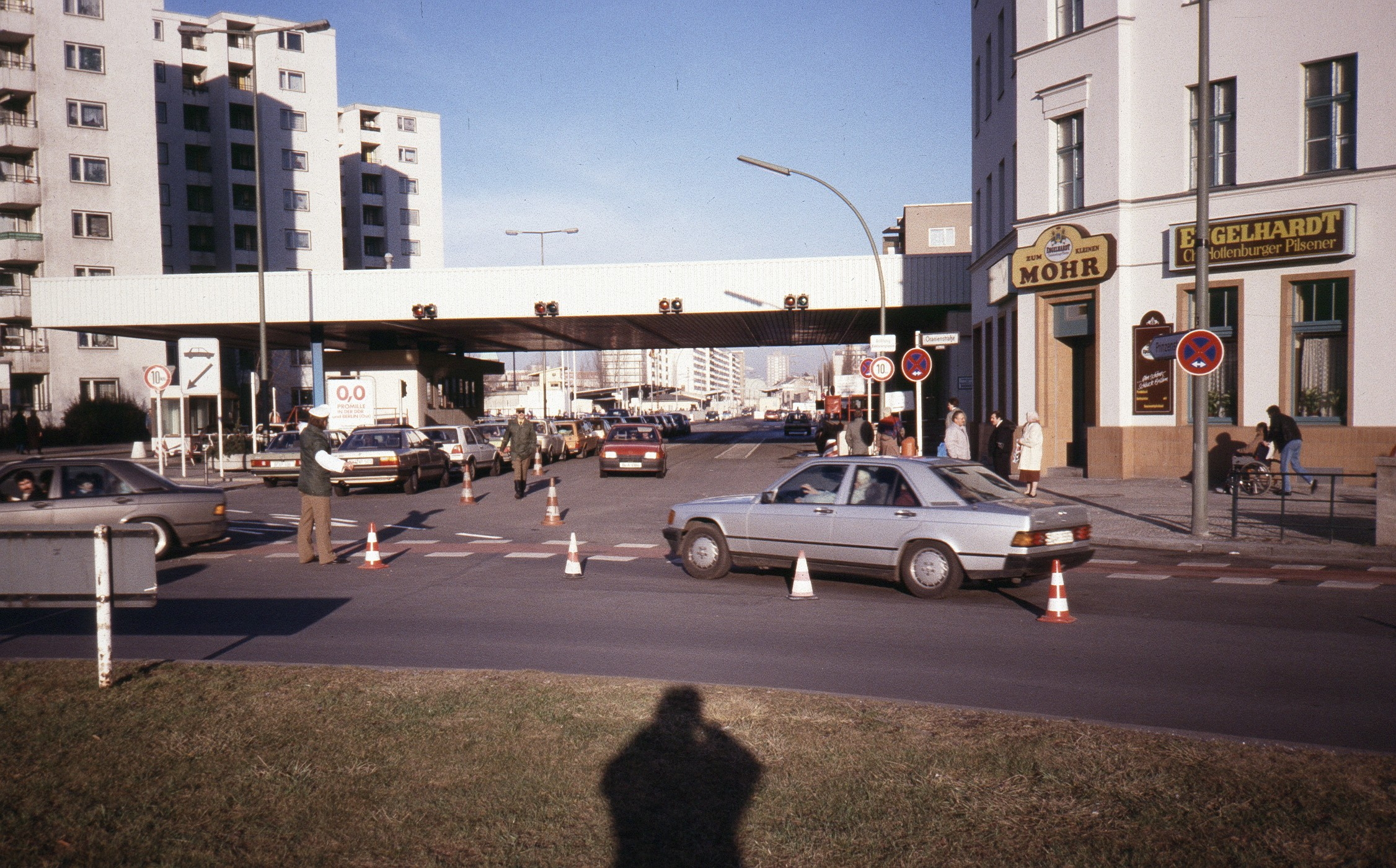
Innerdeutsche Grenze in Berlin im Dezember 1989 nach dem Mauerfall

An einem Grenzübergang, auch  Grenzübertrittstelle oder Grenzübergangsstelle (GÜST bzw. GÜSt; DDR-Bezeichnung), kann die Grenze zwischen zwei Staaten legal überquert werden. Dabei ist der Begriff Staat in einem weiteren Sinne zu verstehen, da auch Demarkationslinien zu de facto autonomen Gebieten als Grenze wirken können, z. B. zwischen der Republik Zypern und Nordzypern. Beim Übertritt können, abhängig vom Ein- bzw. Ausreisestaat, diverse Formalitäten verlangt werden.
Grenzübergänge dienen neben einem geregelten Grenzübertritt oft der routinemäßigen Kontrolle des Personen- und Güterverkehrs. Ziel dabei ist es, illegale Grenzübertritte und Schmuggel zu verhindern. Temporär erfüllen diese Kontrollen auch Abriegelungszwecke, um sich von Schadens- oder Kriegsereignissen im Nachbarland abzugrenzen. So wurden 1986 anlässlich der Reaktorkatastrophe von Tschernobyl an den Grenzen nach Westeuropa Menschen und Güter auf radioaktive Kontamination hin untersucht und ggf. gereinigt oder abgewiesen. Verstärkte Kontrollen finden auch im Zusammenhang mit Fahndungsmaßnahmen statt.
Für die Grenzkontrollen sind die jeweiligen Behörden des Grenzschutzes und der Zollverwaltung zuständig. Der Umgang der beiden Nachbarstaaten miteinander bestimmt auch die Form der Grenzkontrollen, die dann strenger oder lockerer gehandhabt werden. Da diese ein Teil des jeweiligen Grenzschutzkonzeptes sind, sind an stark geschützten Grenzen auch strenge Kontrollen zu erwarten. Entsprechend fallen bei einer sogenannten grünen Grenze die Kontrollen in der Regel weniger streng aus oder werden gar nicht bzw. werden nur stichprobenartig oder im konkreten Verdachtsfall vorgenommen.

## Gestaltung der Grenzübergänge
Je nach Verkehrsmittel lassen sich Grenzübergänge einteilen in:
- für den Fußverkehr: Die Kontrollstellen können am Übergang sein oder auch getrennt, sodass zwischen den beiden Stellen ein mehr oder weniger breites Gebiet, ugs. als Niemandsland bezeichnet, liegt. Sie dienen oft dem sogenannten Kleinen Grenzverkehr.

Grenzüberschreitende Wanderwege, zum Beispiel im Gebirge, gelten nach deutschem Recht im Allgemeinen nicht als Grenzübergang.
- für den Straßenverkehr: Die Kontrollstellen an Straßenübergängen können direkt in einem Gebäude untergebracht sein oder auch getrennt, sodass zwischen den beiden Stellen ein mehr oder weniger breites Gebiet, ugs. als Niemandsland bezeichnet, liegt. Um den Gütertransport im Transit zu vereinfachen, bestehen verschiedene Abkommen (z. B. TIR). Insbesondere an hochrangigen Straßen liegen gelegentlich beide Grenzkontrollstellen gemeinsam ein Stück weit in einem Land und sind für von quer ankommende Fußgänger offen.
- für den Schienenverkehr: Um einen möglichst kurzen Grenzaufenthalt des Zuges zu ermöglichen, ist meist in beiden Staaten je ein Bahnhof als Grenzbahnhof ausgewiesen. Sofern es zwischen den Nachbarstaaten entsprechende Vereinbarungen gibt, pendeln die Grenzbeamten jeweils zwischen beiden Bahnhöfen und führen die Kontrollen im fahrenden Zug durch. In anderen Fällen wird der Zug nur bis zur Grenze geführt, sodass die Passagiere eine Kontrollstelle, die sich oft im Bahnhof befindet, zu Fuß passieren müssen. Dies war beispielsweise bis 2008 im Bahnhof Konstanz üblich. Auch der Bahnhof Berlin Friedrichstraße hatte während der Deutschen Teilung umfangreiche Anlagen im Tränenpalast.
  - Mitunter ist an der Grenze ein Wechsel der Lokomotive nötig. Gründe sind unterschiedliche Zulassungen für Triebfahrzeuge und Fahrpersonal, auch abweichende Bahnstromsysteme. Zwischen einigen Ländern mit unterschiedlicher Spurweite müssen die Fahrzeuge im Grenzbereich umgespurt werden.
- für den Luftverkehr: Hier befindet sich der Grenzübergang im Flughafen und nicht an einer tatsächlichen Grenze. Sowohl ein- als auch ausreisende Passagiere können kontrolliert werden. Eine Besonderheit ist, dass sich Einreisende rechtlich erst auf dem jeweiligen Staatsgebiet befinden, wenn sie den Kontrollpunkt passiert haben. Werden sie dort an der Einreise gehindert, können sie sich nur in einem separaten Teil des Flughafens aufhalten, bis ihre Situation geklärt ist oder müssen wieder abfliegen, ohne in das jeweilige Land eingereist zu sein. Ggf. werden Einreisekontrollen schon auf den Abflughafen verlagert, sodass keine Passagiere ohne gültige Einreiseerlaubnis an Bord eines Flugzeugs gehen können.
- für den Schiffsverkehr: Es wird unterschieden zwischen der Seeschifffahrt, hier gelangt das Schiff in der Regel über internationale Gewässer zum Zielland und der Binnenschifffahrt, bei der die Staaten direkt aneinandergrenzen und die Grenze z. B. entlang eines Flusses verläuft. Die Situation in der Seeschifffahrt ähnlich der in der Luftfahrt. In der Binnenschifffahrt existieren meist bi- bzw. multilaterale Abkommen, die die Formalitäten oft auf ein Mindestmaß beschränken.

Je nach Art des Grenzüberganges befindet sich in unmittelbarer Nähe zusätzliche Infrastruktur, die auf die Bedürfnisse der Ein- bzw. Ausreisenden ausgerichtet ist. Dazu gehören z. B. Wechselstuben, Autovermietungen und Hotels. In den als Niemandsland bezeichneten Gebieten und den Räumen hinter den Ausreisekontrollen der Flughäfen gelten oft besondere (günstigere) Steuervorschriften, weswegen sich Geschäfte und ganze Einkaufszentren ansiedeln (siehe auch Duty-free-Shops).

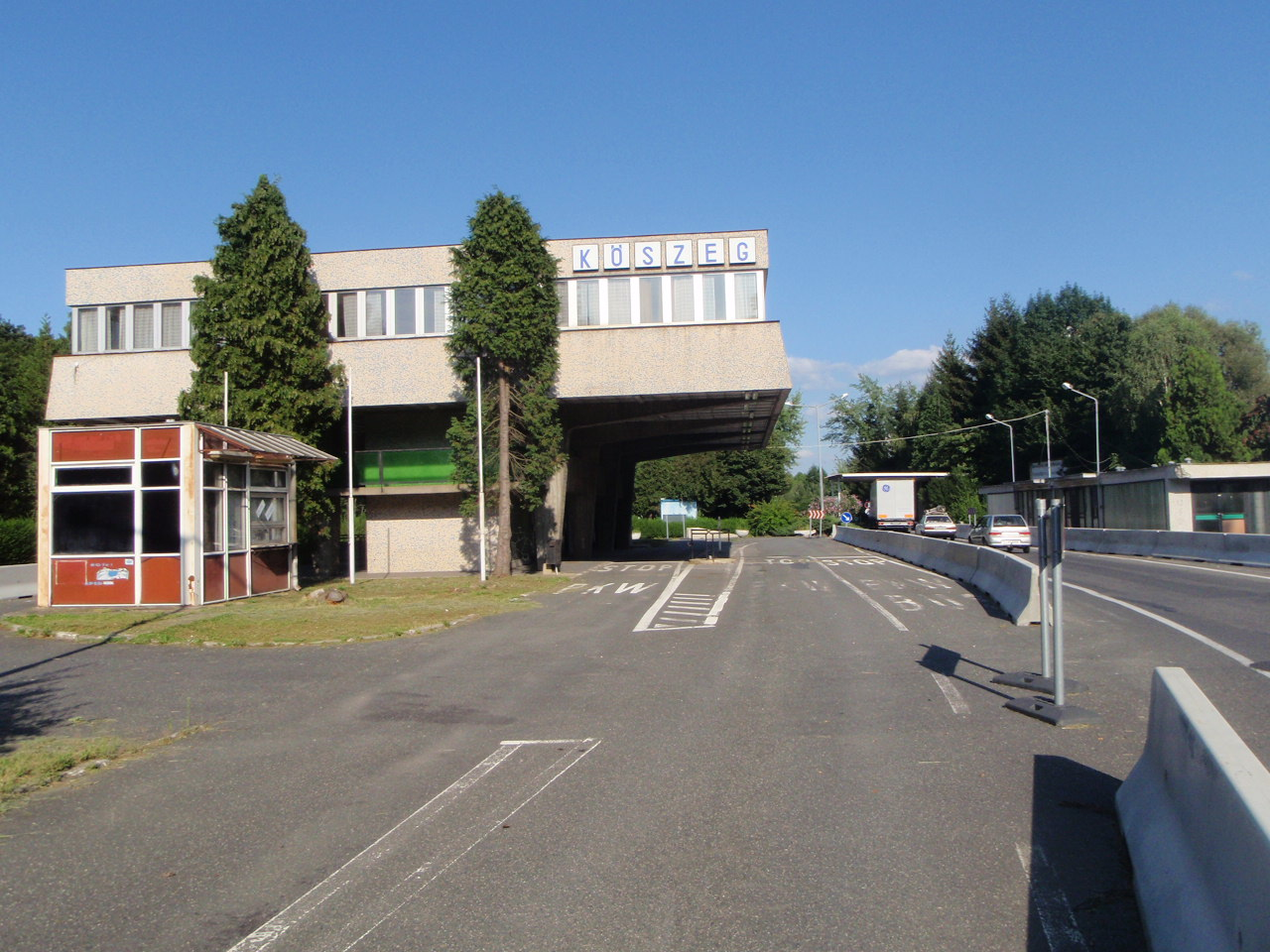
Grenzkontrollstelle
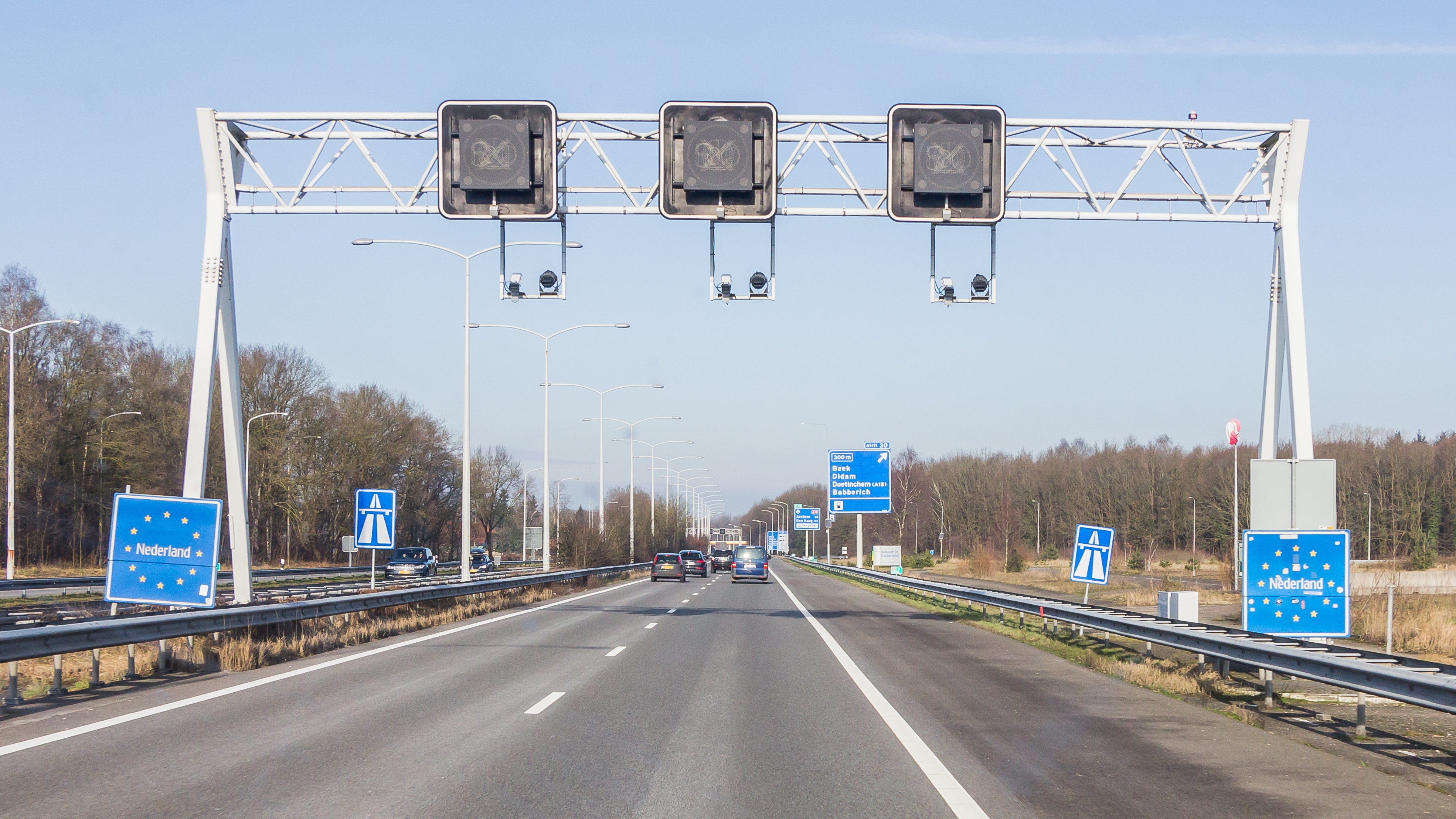
Freier Übergang Bundesautobahn 3 zum Rijksweg 12
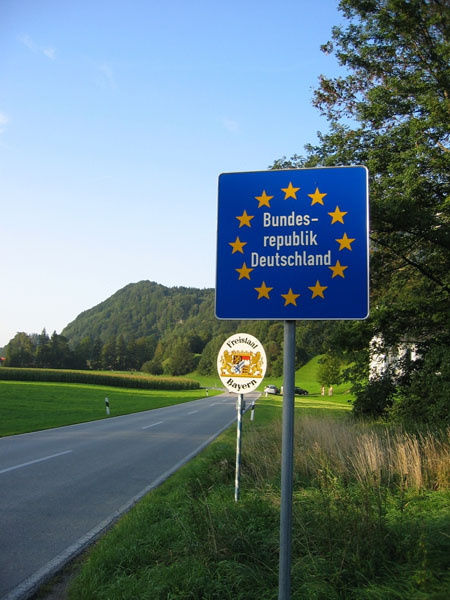
Grenzmarkierung Deutschland/Österreich
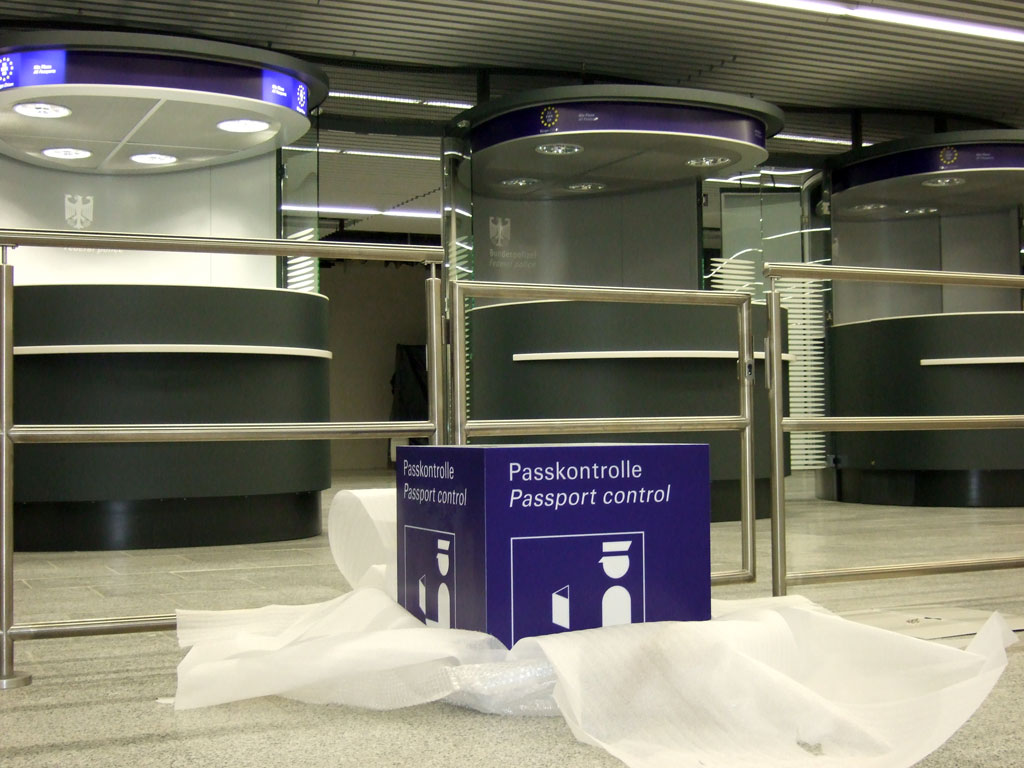
Grenzkontrollstelle am Flughafen
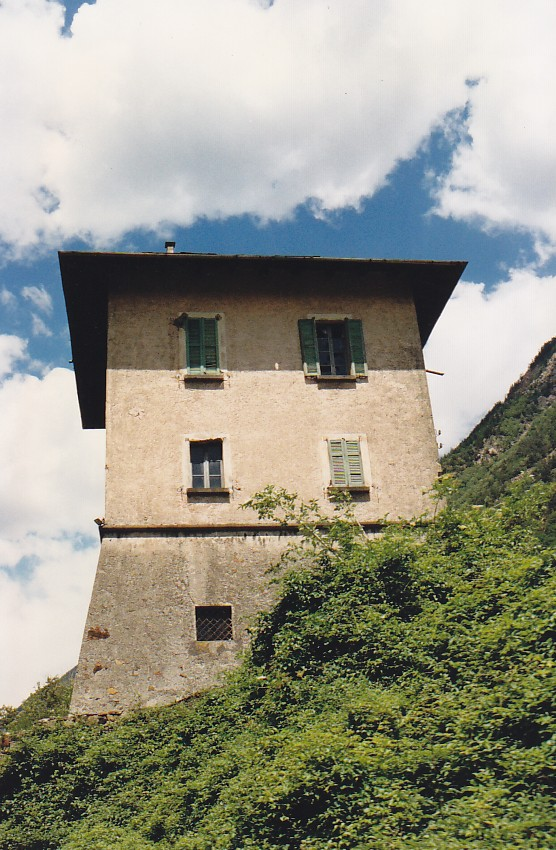
Grenzposten an der Berninabahn zwischen Campocologno und Tirano
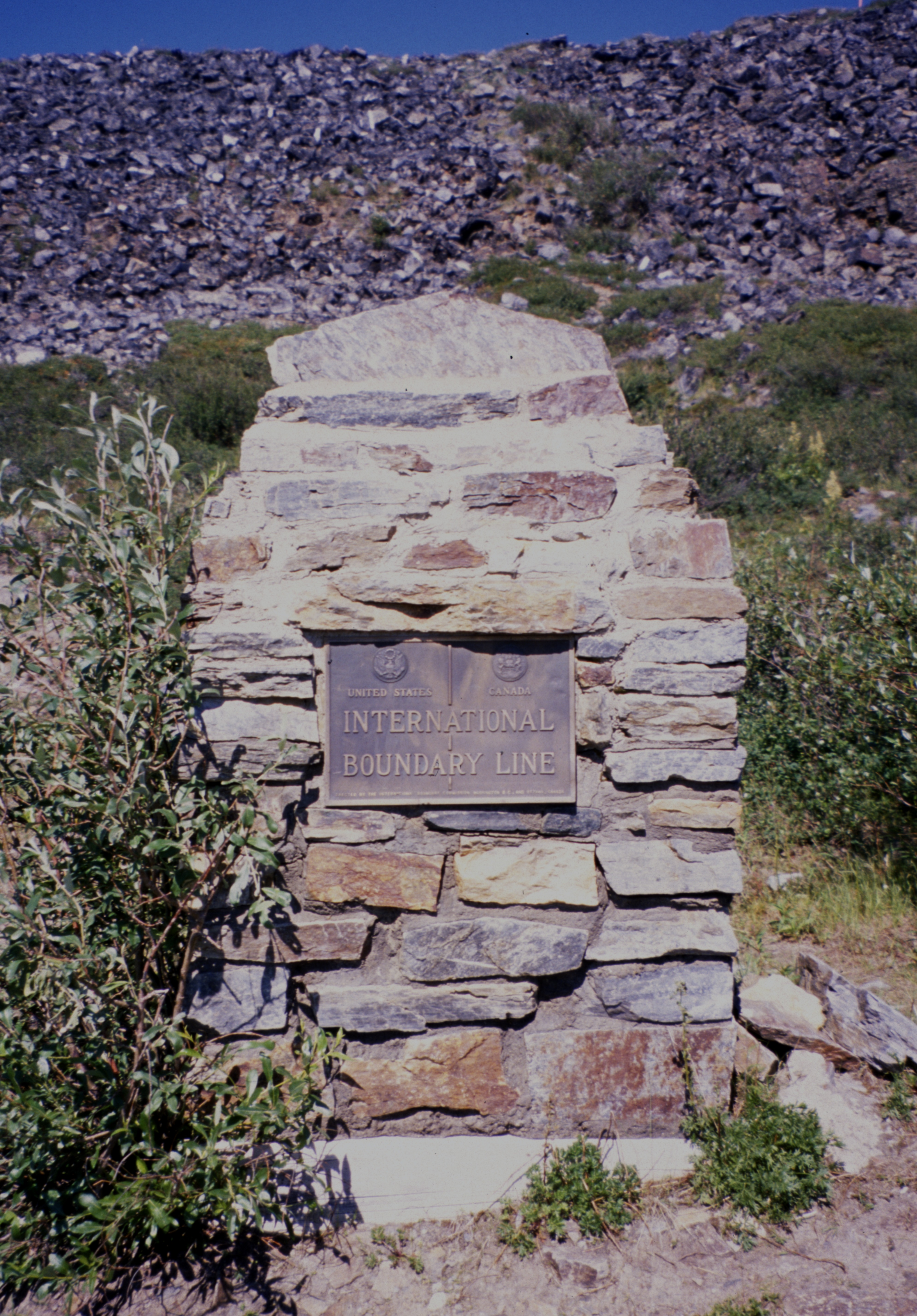
Grenzmarkierung USA-CDN bei Poker Creek, Alaska

## Schengen-Raum
Unter den Mitgliedstaaten des Schengen-Raums finden Kontrollen an den Binnengrenzen normalerweise nicht mehr statt. Stattdessen wird an den Außengrenzen des Schengen-Raums nach einem einheitlichen Standard, dem Schengener Grenzkodex, kontrolliert. Dazu wurde auch das nichtöffentliche Computer-Netzwerk Schengener Informationssystem entwickelt. Die stationären Einrichtungen an den Binnengrenzen werden bislang nicht endgültig abgebaut, um weiterhin temporäre Kontrollen zu ermöglichen. Temporäre Kontrollen finden jedoch nur noch aus aktuellem Anlass statt. Dies geschah z. B. bei Fußball-Europa- und Weltmeisterschaften, sowie im Vorfeld der G8-Gipfel in Genua 2001 und Heiligendamm 2007. Statt systematischer Grenzkontrollen an den Binnengrenzen ist es einem Mitgliedstaat nicht verwehrt, anlassbezogene Kontrollen durch mobile Einheiten im Grenzgebiet durch Bundespolizei und Zoll durchzuführen.

## Grenzübergänge in der Literatur
Da Grenzübergänge Schauplätze dramatischer Situationen sein können, stehen sie auch Mittelpunkt literarischer und filmischer Werke. Eine große Rolle spielen sie in der Literatur des 20. Jahrhunderts, das u. a. durch den Kalten Krieg und den Eisernen Vorhang geprägt war.

### Filmbeispiele
- Die Frau vom Checkpoint Charlie
- Der Bockerer III – Die Brücke von Andau
- An die Grenze